# Axelle Kabou
Axelle Kabou (Duala, 1955) é uma jornalista, escritora, socióloga e especialista em comunicação estratégica. Nascida em Camarões, de nacionalidade francesa e senegalesa e não camaronesa, é especialista em desenvolvimento, consultora de estratégia e ex-funcionária pública sênior.

## Vida pessoal e formação
Estudou economia geral e comunicação e possui diploma da Câmara de Comércio e Indústria de Paris, mestrado em ensino de inglês e Master of Advanced Studies (MAS) em ideologia e mídia de massa.

## Discussão de suas ideias
Seu livro, de 1991, "Et si l'Afrique refusait le développement ?" (E se a África negar o desenvolvimento?) é bem conhecido e discutido. Ele examinou a falta de vontade e a incapacidade dos africanos e das elites africanas de tomar o desenvolvimento do continente em suas próprias mãos sem depender de ajuda externa.
Atualmente, vários intelectuais africanos como Roger Tagri, George Ayittey, Andrew Mwenda, James Shikwati e Chika Onyeani concordam com sua análise, sendo Robert Mugabe um dos exemplos mais proeminentes de crítica. O livro também foi traduzido para o alemão. Acentuou a crítica contundente de Brigitte Erler contra os conceitos clássicos alemães de ajuda externa.

## Publicações
- 1991: Et si l'Afrique refusait le développement ? (em francês) – L'Harmattan – ISBN 978-2-7384-0893-8
- 2010: Comment l'Afrique en est arrivée là (em francês) – L'Harmattan – ISBN 978-2-296-10468-6